# Epimactis nigricella
Epimactis nigricella is een vlinder uit de familie van de Lecithoceridae. De wetenschappelijke naam van de soort is voor het eerst geldig gepubliceerd in 1968 door Viette.